# 5 décembre 1903
Le samedi 5 décembre 1903 est le 339e jour de l'année 1903.

## Naissances
- Cecil Frank Powell (mort le 9 août 1969), physicien britannique
- Clément Hoydonckx (mort le 12 décembre 1969), footballeur belge
- Cyril V. Jackson (mort le 1er février 1988), astronome sud-africain
- Johannes Heesters (mort le 24 décembre 2011), acteur autrichien
- Kelly Petillo (mort le 30 juin 1970), pilote automobile américain
- Odette Tuzet (morte le 1er janvier 1976), zoologiste et biologiste française
- Wu Dayu (mort le 1er janvier 1984), peintre chinois

## Décès
- Auguste Lepoutre (né le 25 mai 1825), personnalité politique française
- Jean-Baptiste Terrien (né le 26 août 1832), jésuite français
- Robert Beyschlag (né le 1er juillet 1838), peintre allemand